# 柏格布洛克科技園
柏格布洛克科技園（英語：Begbroke Science Park）是位於英國牛津以北五英里處的一個科技園，由牛津大學持有并管理，在柏格布洛克民政教區內，原本只有A44號公路與外界聯通，但2012年4月又增建了一條路。
此地自1960年開始及被用作科學研究所駐地，1998年由牛津大學買下。
2002年彼得·多布森（Peter Dobson）教授被任命為該科技園的學術指導，之後就將科技園擴建到了原先的兩倍，現有超過30家公司和來自六所不同大學的20個研究組，所涉學科包括材料學、工程學、地球科學、物理學、教育改良、商科，此外還有牛津大學超級計算機室。
除此之外此地還有兩個知識傳送網絡，分別涉關環境和材料學。

## 外部連結

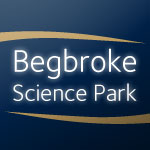
柏格布洛克科技園標誌

- Begbroke Science Park website （页面存档备份，存于）

51°49′05″N 01°18′24″W / 51.81806°N 1.30667°W